# IAR-99

Emblema IAR 99

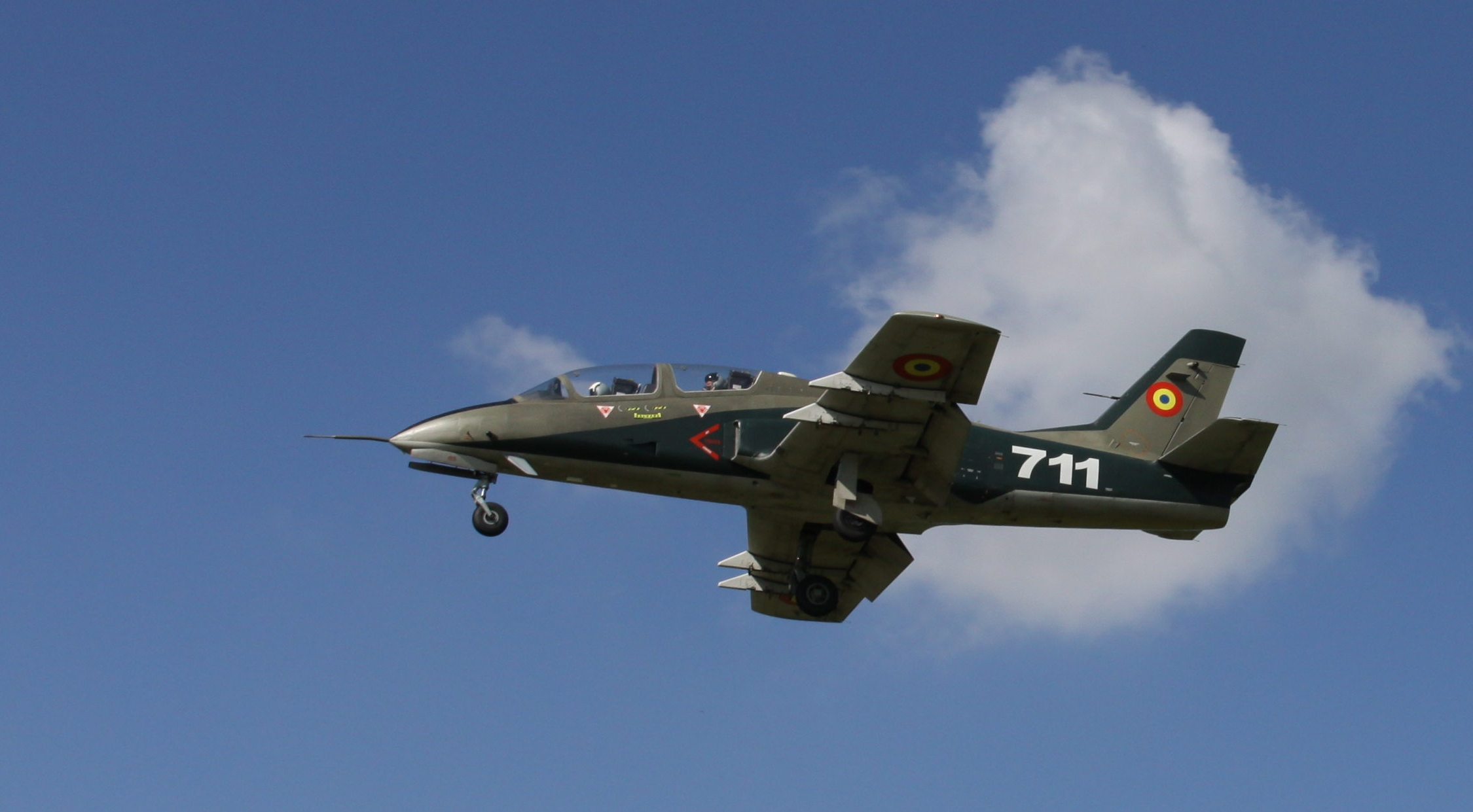
IAR 99 „Șoim” în zbor

IAR 99 Șoim este un avion militar românesc, produs de Avioane Craiova SA. Întrebuințarea principală este aceea de avion de antrenament capabil să asigure misiuni de atac la sol (CAS - close air support) precum și misiuni de recunoaștere.
Primele studii pentru un avion de antrenament care să înlocuiască modelul L-29 au început în 1975 la INCREST. Proiectul a primit finanțare în 1979, primul prototip (S0001) zburând pe 21 decembrie 1985. Producția de serie a început în 1987 cu un lot de zece avioane dintr-o comandă totală de 50 de aparate. Livrările au început în 1988, cele zece avioane fiind terminate până în septembrie 1989.
Avionul a fost echipat cu motorul Rolls Royce Viper Mk.632-41M, produs sub licență la întreprinderea Turbomecanica București.

## Date tehnice ale avionului[3]
- Lungimea (fără tubul Pitot) — 11,01 m
- Anvergura — 10,16 m
- Înălțimea — 3,898 m
- Unghiul de staționare — 1,30
- Masa avionului gol echipat — 3320 kg
- Masa maximă la decolare: 	 
  - varianta lisă cu doi piloți — 4600 kg
  - varianta de luptă cu container tun și patru suporți multipli cu 3 bombe (2 x 100 kg + 1 x 50 kg fiecare) — 5850 kg
- Tracțiunea motorului în condiții standard — 1760 -1814 kgf
- Viteza maximă: 865 km/h (H=0)[2]
- Plafonul de serviciu: 12.900 m[2]
- Raza de acțiune: 1.100 km

Aripa
- Anvergura teoretică — 9,85 m
- Coarda medie aerodinamică — 1,9629 m
- Coarda în PVS — 2,5 m
- Coarda la extremitate — 1,3 m
- Suprafața aripii — 18,71 m2
- Unghiul de săgeată la 0,25c — 6°35'
- Unghiul diedru — 3,0°
- Unghiul de calare — 1,0°
- Profilul în PVS — NACA 64 A-214
- Profilul la extremitate — NACA 64 A-212

Flapsul
- Suprafața — 2x1,270 m2
- Semianvergura — 2,257 m
- Bracajul — +20°/+40°

Eleronul
- Suprafața — 2x0,783 m2
- Semianvergura — 1,808 m
- Bracajul — +15°

Ampenajul orizontal
- Anvergura — 4,12 m
- Suprafața — 4,371 m2
- Profilul — NACA 64A-009
- Unghiul de săgeată la 0,25c — 9° 8'
- Unghiul de calare — 1°

Profundorul
- Suprafața — 2x0,6247 m2
- Bracajul — -20° / +10°

Ampenajul vertical
- Înălțimea — 1,96 m
- Suprafața — 2,548 m2
- Profilul — NACA 64A-008
- Unghiul de săgeată la 0,25c — 34°

Direcția
- Suprafața — 0,629 m2
- Bracajul — +25

Trenul de aterizare
- Ecartamentul — 2,686 m
- Ampatamentul — 4,427 m

## Principalele performanțe ale avionului
Varianta de antrenament
- Viteza maximă în zbor orizontal la H=0 	760-830 km/h
- Viteza maximă în zbor orizontal la H=9000 m 	800-850km/h
- Numărul Mach maxim de zbor la H=0 	0,63-0,70
- Numărul Mach maxim de zbor la H=9000 m 	0,70-0,76
- Viteza ascensională la H=0 	25-30 m/s
- Plafonul practic (Vv =2,5 m/s) 	12.000 m
- Lungimea de decolare 	850 m
- Lungimea de aterizare 	950 m
- Durata maximă de zbor cu combustibil intern (rezerva de combustibil 3%) 	2h30min
- Distanța maxima de zbor cu combustibil intern (rezerva de combustibil 3%) 	1100 km

Varianta de luptă cu cinci puncte de acroșare
- Viteza maximă de zbor orizontal la H=0 	640 km/h
- Viteza ascensională la H=0 	15-20 m/s
- Plafonul practic 	10.000 m
- Lungimea de decolare 	950 m
- Lungimea de aterizare 	1150 m
- Durata maximă de zbor cu combustibil intern (rezerva combustibil 10%) 	1h 30min
- Distanța maximă de zbor (rezerva combustibil 0) 	950 km

## IAR 99 Șoim
În 1996, în urma evaluării performanței avionului a fost lansat un program de modernizare prin care Aerostar S.A. și Elbit au modernizat 13 avioane prin modificarea avionicii (similară cu cea de pe MIG-21 Lancer), introducerea unei noi căști de zbor, precum și a unor sisteme de avertizare și protecție (stație de avertizare radar, capcane termice, echipament pentru contramăsuri electronice). Prinderile de armament au fost modificate pentru a permite folosirea de armament NATO.
Scopul modernizării era pregătirea piloților pentru avioanele MIG-21. În 2023 Forțele Aeriene Române aveau 11 avioane IAR-99 Șoim.

### Armament[3][7]
- Tunuri:
  - 2 x 23 mm Gryazev-Shipunov GSh-23 cu 200 lovituri.
  - 1 x 20 mm Giat Industries NC 621 cu 180 lovituri.
  - 2 x 7.62x54R de câte 800 de lovituri.
- Piloni de acroșare: 5, din care unul central capabil de 400kg și 4 externe (pe aripi, 2 aripa stângă, 2 aripa dreaptă) capabili de 250 kg fiecare pentru a transporta combinații între armamentele de est (sovietice) cât și de vest (NATO): 
  - Bombe:
    - BE-50, bombă de 50 kg de uz general. 1 x BE-50 / 3 x BE-50 pe pilon de acrosare.
    - BEM-100, bombă de 100 kg de uz general. 1 x BEM-100 / 2 x BEM-100 + 1 x BE-50 pe pilon de acroșare.
    - BEM-250, bombă de 250 kg cu orice întrebuințare.
    - Mk-82, bombă de 500 lb (livre; ~230 kg) de uz general.
    - Opher, bombă de 500 lb (livre; ~230 kg) ghidată prin IR (infraroșu).
    - Lizard, bombă de 500 lb (livre; ~230 kg) ghidată cu laser LGB.
    - Griffin, bombă de 500 lb (livre; ~230 kg) ghidată cu laser LGB.

  - Rachete:
    - Neghidate:
      - UB-16-57 , lansator standard pentru 16 x S-5.
      - LPR-122 , lansatoare duble pentru 2 x rachete 122 mm, concepție românească.

    - Ghidate:
      - AAMS IR [Air-to-Air Missile InfraRed/Rachete Aer-Aer ghidate prin infraroșu] (Numai pe pilonii exteriori):
        - R-3S, o rachetă ghidată construită prin inginerie inversă a rachetei ghidate Sidewinder modernizată a copiei fidele R-3.
        - R-13M, cea mai avansată variantă a rachetei ghidate R-3/K-13.
        - R-60M, rachetă ghidată ușoară inițial gândită pentru MiG-23, fiind cea mai ușoară când a fost prima dată implementată.
        - R-550 Magic II, o rachetă ghidată construită de compania franceză Matra.
        - Python III, o rachetă ghidată israeliană fabricată de compania RAFAEL.

    - Altele:
      - Rezervor suplimentar de combustibil cu o capacitate de 225 litri. 1 x RSC (pilon central) / 2 x RSC (piloni interiori; pilon 2, pilon 4).
      - EL/L-8222R container (ECM; Electronic Countermeasures) Ținte False Electronice (doar pe pilonul central).
      - Litening II (LDP), container cu un indicator laser pentru muniție ghidată manual  (doar pe pilonul central).
      - Elbit / Container Aerostar Airborne Reconnaissance (ARP), un container cu o cameră pentru misiuni de recunoaștere (doar pe pilonul central).

## IAR 99 SM (Standard Modernizat)
În anul 2020 a fost semnat un contract între Forțele Aeriene Române și Avioane Craiova pentru modernizarea a 10 avioane IAR-99 de la nivelul Standard (varianta inițială) la nivelul IAR-99 SM (Standard Modernizat), ce permite pregătirea piloților pentru zborul pe avioane F-16. Primul avion nu a fost livrat în termenul contractual de 3 ani, fabrica invocând clauza de forță majoră. În decembrie 2023 ministrul Economiei a anunțat începerea probelor cu primul avion.
Modernizarea include sisteme de avionică compatibile cu cele de pe F-16, precum și un sistem de instruire, capacități de asistență aeriană apropiată și capacități de luptă aeriană.